# Parța
Parța es una comuna ubicada en el distrito de Timiș, Rumania.

## Superficie
Posee una superficie de 61,37 kilómetros cuadrados.

## Demografía
Hasta 2021 la población era de 2351 habitantes, con una densidad de población de 38,31 habitantes por kilómetro cuadrado.